# Cyril Neveu
Cyril Neveu (nacido el 20 de septiembre de 1956 en Orleans) es un piloto de motos francés, ganador del Rally Dakar en cinco ocasiones (dos con Yamaha: 1979 y 1980, y tres con Honda: 1982, 1986 y 1987) y uno de los organizadores del Rally de Túnez.

## Resultados

### Rally Dakar
| Año     | Categoría | Vehículo | Posición | Etapas |
| ------- | --------- | -------- | -------- | ------ |
| 1979    | Motos     | Yamaha   | 1.º      | -      |
| 1980    | Motos     | Yamaha   | 1.º      | 4      |
| 1981    | Motos     | Honda    | 25.º     | -      |
| 1982    | Motos     | Honda    | 1.º      | 4      |
| 1983    | Motos     | Honda    | 10.º     | -      |
| 1984    | Motos     | Honda    | 4.º      | -      |
| 1985    | Motos     | Honda    | 5.º      | 1      |
| 1986    | Motos     | Honda    | 1.º      | 1      |
| 1987    | Motos     | Honda    | 1.º      | 2      |
| 1988    | Motos     | Honda    | Ret.     | -      |
| 1989    | Motos     | Yamaha   | 5.º      | -      |
| 1990    | Motos     | Yamaha   | Ret.     | -      |
| 1991    | Motos     | Cagiva   | 25.º     | -      |
| Fuente: |           |          |          |        |